# Мюллер, Куки
Дороти Карен Мюллер (англ. Dorothy Karen Mueller), более известна как Куки Мюллер (англ. Cookie Mueller; 2 марта 1949 года, Балтимор, Мэриленд, США — 10 ноября 1989 года, Нью-Йорк, США) — американская актриса, писатель и журналист.

## Ранние годы
Дороти Карен Мюллер родилась 2 марта 1949 года в пригороде Балтимора неподалёку от местной психиатрической лечебницы, леса и железной дороги. Часто путешествовала по Штатам в детстве, регулярно размышляя в дороге о красоте природы своей страны. Свои размышления Куки записывала, в результате чего к 11 годам девочка пишет 321-страничный рассказ о наводнении в Джонстауне 1889 года. Самодельную книгу Мюллер подбрасывает в местную библиотеку. Переломным моментом в её жизни становится смерть брата. После чего она примыкает к группе хиппи, при этом продолжает писательскую деятельность. Окончив школу, и накопив достаточно денег, она переезжает в Хейт-Эшбери, Сан-Франциско, где уже всерьез вступает в ряды хиппи. В шестидесятые годы в компании друзей-хиппи-бродяг много путешествует по США, а также за их пределами.

## Карьера
в 1969 году она впервые знакомится с начинающим режиссёром Джоном Уотерсом на премьере его картины «Отстойный мир». Позже она появляется в качестве актрисы в нескольких его андеграундных фильмах. После спада популярности такого рода жанра переезжает в Нью-Йорк, где начинает карьеру журналиста и колумниста. Пишет статьи про здоровье для East Village Eye (в 1996 году будет издана книга «Ask Doctor Mueller», скомпонованная из записей Мюллер), а позднее становится художественным критиком в издании Details. Новелла «Fan Mail, Frank Letters, and Crank Calls» и «Garden of Ashes» были включены в сборник «Hanuman Books».

## Смерть
Куки Мюллер скончалась от СПИДа 10 ноября 1989 года в Нью-Йорке в возрасте 40 лет. Её прах был развеян в нескольких местах: на пляже, неподалёку от Провинстауна, в одной из клумб церкви Святого Люка в Гринвич-Виллидж, в Южном Бронксе, на могиле её собаки Бьюти, на горе Корковаду, рядом со статуей Христа-Искупителя, в святых водах реки Ганг, а также в семейном склепе в Италии.

## Фильмография
| Год  |     | Русское название      | Оригинальное название                         | Роль                      |
| ---- | --- | --------------------- | --------------------------------------------- | ------------------------- |
| 1970 | ф   | Множественные маньяки | Multiple Maniacs                              | Куки Дивайн               |
| 1972 | ф   | Розовые фламинго      | Pink Flamingos                                | Куки                      |
| 1974 | ф   | Женские проблемы      | Female Trouble                                | Кончетта                  |
| 1977 | ф   | Жизнь в отчаянии      | Desperate Living                              | Флиппер                   |
| 1978 | ф   | —                     | Final Reward                                  | н/д                       |
| 1979 | кор | —                     | Seduction of Patrick                          | н/д                       |
| 1980 | ф   | Андеграунд США        | Underground U.S.A.                            | бармен                    |
| 1981 | ф   | Пассажиры метро       | Subway Riders                                 | Пенелоп Трешер            |
| 1981 | в   | —                     | A Coupla White Faggots Sitting Around Talking | доминатрикс Мейвис        |
| 1981 | ф   | Полиэстер             | Polyester                                     | Бетти Лалински            |
| 1982 | ф   | Осколки               | Smithereens                                   | н/д                       |
| 1983 | ф   | —                     | Variety                                       | женщина в баре            |
| 2000 | ф   | Ритм большого города  | Downtown 81                                   | вторая танцовщица гоу-гоу |